# Frækkere end politiet tillader 2
Frækkere end politiet tillader 2 (originaltitel Beverly Hills Cop II) er en amerikansk actionkomedie fra 1987 instrueret af Tony Scott og med Eddie Murphy i hovedrollen som Detroit-betjenten Axel Foley. Filmen efterfulgte Frækkere end politiet tillader fra 1984 og efterfulgtes af Frækkere end politiet tillader 3 i 1994.

## Medvirkende
- Eddie Murphy
- Judge Reinhold
- John Ashton
- Jürgen Prochnow
- Ronny Cox
- Brigitte Nielsen
- Allen Garfield
- Dean Stockwell
- Paul Reiser
- Gil Hill
- Paul Guilfoyle
- Robert Ridgely
- Alice Adair